# Pongsakorn Paeyo
Pongsakorn Paeyo, né le 1er décembre 1996 dans la province de Khon Kaen en Thaïlande, est un athlète sprinteur handisport paraplégique concourant en fauteuil roulant.

## Biographie
Pongsakorn Paeyo est le plus jeune des trois enfants d'un couple d'agriculteurs de la province de Khon Kaen. Son père meurt alors qu'il est âgé de deux mois, laissant sa mère élever seule ses enfants ; travaillant à la ferme et en multipliant les différents emplois dans le village. Atteint de poliomyélite à la naissance, Pongsakorn est envoyé dans une école gouvernementale pour jeunes handicapés à l’âge de cinq ans où il développe une passion pour la course en fauteuil à partir de son adolescence. Alors qu’il poursuit ses études de commerce à l'université, il est sélectionné dans l’équipe nationale thaïlandaise et fait le choix de se consacrer à sa carrière sportive.
Participant aux épreuves des athlètes ayant un handicap de niveau T53, Pongsakorn Paeyo remporte trois titres paralympiques lors des Jeux de Tokyo en 2021 dans les disciplines du 100 m, 400 m et 800 m,. Il bat le record du monde de cette dernière distance avec un temps de 1 min 36 s 07. Ses titres lui permettent de remporter 21 millions de baht (soit plus d'un demi-million d'euros).
Lors des championnats du monde d'athlétisme handisport 2023, Pongsakorn Paeyo devient champion du monde du 400 m T53 en battant le record du monde avec un temps de 46 s 11.